# Renard-Gletscher
Der Renard-Gletscher ist ein Gletscher an der Danco-Küste des Grahamlands im Norden der Antarktischen Halbinsel. Er mündet in den südlichsten Teil der Charlotte Bay an der Gerlache-Straße.
Teilnehmer der Belgica-Expedition (1897–1899) unter der Leitung des belgischen Polarforschers Adrien de Gerlache de Gomery kartierten ihn. Das UK Antarctic Place-Names Committee benannte ihn 1960 nach dem französischen Luftfahrtpionier Charles Renard (1847–1905), der 1884 gemeinsam mit Arthur Constantin Krebs das erste funktionstüchtig steuerbare Luftschiff erbaut und geflogen hatte.